# Robert Struckl
Robert Felix Struckl (* 9. Juni 1918 in Wien; † 9. Oktober 2013 ebenda) war ein österreichischer Sprinter.
Bei den Olympischen Spielen 1936 schied er über 100 m im Vorlauf aus.
Je sieben Mal wurde er Österreichischer Meister über 100 m (1936–1939, 1948, 1949, 1951) und 200 m (1937–1939, 1947–1949, 1951).

## Persönliche Bestzeiten
- 100 m: 10,7 s, 11. Juli 1936, Wien
- 200 m: 22,0 s, 16. August, 1947, Wien